# Janet Adler
Janet Adler (ur. 1941, zm. 19 lipca 2023) – założycielka Dyscypliny Ruchu Autentycznego, nauczycielka, pisarka, terapeutka tańcem i ruchem. 

## Działalność
Z ruchem autentycznym zapoznała ją Marian Chace, z którą pracowała w St. Elizabeth's Hospital w Waszyngtonie, gdzie prowadziła zajęcia z dziećmi ze spektrum autyzmu. Zaowocowało to powstaniem filmu dokumentalnego pt. "Looking for me" (1986). 
Za pośrednictwem Mary Whitehouse zapoznała się z ruchem jako procesem świadomości. Od 1969 roku badała Ruch Autentyczny, rozwijając rolę świadka i jego relacji z osobą poruszającą się, z czego narodziła się Dyscyplina Ruchu Autentycznego. Od 1970 roku prowadziła warsztaty, wykłady i seminaria w prywatnych i publicznych instytucjach, a także na uniwersytetach i w klinikach Ameryki Północnej i Europy.
W latach 1971–1987 w Northampton w stanie Massachusetts założyła Mary Starks Whitehouse Institute – pierwszą szkołę poświęconą Ruchowi Autentycznemu. Ponadto uczyła  tancerzy i choreografów z Dance Gallery Performing Arts Company.  
Do roku 2006 zajmowała się praktyką nauczycielską w Północnej Kalifornii. W latach 1992–2001 jeździła do Europy, co poskutkowało narodzinami silnego, wielonarodowego środowiska zajmującego się rozwojem Dyscypliny Ruchu Autentycznego. 
Od 2006 roku do jej studia na wyspie Galiano w Kanadzie przyjeżdżali nauczyciele z całego świata, by pod  studiować DRA. 
W 2013 roku założyła studia podyplomowe Circles of Four dla przyszłych nauczycieli. Była również kapelanką międzywyznaniową w programie „Transitions in Dying and Grieving”, który współtworzyła i kierowała od 2007 roku w Galiano. 
Jej prace zostały zarchiwizone i są dostępne w New York Public Library for the Performing Arts.

## Nagrody
W 2019 w Northampton została uhonorowana za 50 lat oddanej pracy w dziedzinie somatyki. 

## Zainteresowania
Interesowały ją związki Dyscypliny Ruchu Autentycznego z mistycznymi tańcami i tekstami, kundalini, procesem inicjacji, mistycyzmem żydowskim, zen i psychoterapią. W roku 1992 Janet obroniła doktoratu z mistycyzmu w Union Institute. 

## Publikacje w czasopismach
- „Parabola”,
- „A Moving Journal”,
- „Contact Quarterly”,
- „Journal for Authentic Movement and Somatic Inquiry”,
- „The American Journal of Dance Therapy”

## Książki
- Dary świadomego ciała (Instytut Studiów Kulturowych Raven, 2022) Offering from the Conscious Body: The Discipline of Authentic Movement (2002)[5]
- Arching Backward: The Mystical Initiation of a Contemporary Woman (1995).
- Authentic Movement: Essays Mary Starks Whitehouse, Janet Adler i Joan Chodorow: Volume One (1999)
- Authentic Movement: Moving the Body, Moving the Self, Being Moved: A Collection of Essays: Volume Two (2007).
- Therapy in Motion pod redakcją Maureen Needhama Costonisa (1978) (fragmenty)
- Intimacy in Emptiness: an Evolution of Embodied Consciousness (Inner Traditions, 2022)][6]